# Håleniusite-(La)
La håleniusite-(La) è un minerale.